# 阿里·贾布尔
阿里·賈布爾·賈布爾·摩薩德（阿拉伯语：علي جبر جبر مسعد，1989年1月1日—）是一名埃及足球運動員，目前效力於埃及足球甲級聯賽的金字塔，司職中後衛。

## 俱樂部生涯

### 扎馬萊克
2014年6月，賈布爾與扎馬萊克簽下合約，幫助球隊贏得2014–15賽季聯賽冠軍，同時傑出的表現也使他入選埃及國家足球隊。

### 西布朗
2018年1月29日，賈布爾以50萬歐元租借至六個月，並達成季末250萬歐元買斷選擇權，且扎馬萊克保有10%轉售條款。

### 金字塔
2018年7月10日，由於西布朗未執行選擇權，賈布爾加入埃及球隊金字塔。

## 國家隊生涯
2014年6月4日，他入選面對牙買加友誼賽的國家隊名單。
2018年5月，他入選2018年世界盃足球賽埃及23人名單。

## 成績

### 國家隊成績
最後更新：2019年3月26日
| 埃及 | 埃及 | 埃及 |
| 年度 | 出賽 | 進球 |
| ---- | ---- | ---- |
| 2014 | 2    | 0    |
| 2015 | 1    | 0    |
| 2016 | 6    | 1    |
| 2017 | 9    | 0    |
| 2018 | 8    | 0    |
| 2019 | 1    | 0    |
| 總計 | 27   | 1    |

### 國家隊進球
| #  | 日期          | 地點       | 對手   | 賽果 | 賽事   |
| -- | ------------- | ---------- | ------ | ---- | ------ |
| 1. | 2016年1月29日 | 埃及阿斯旺 | 利比亞 | 2–0  | 友誼賽 |

## 榮譽
扎馬萊克
- 埃及足球甲級聯賽：2014–15
- 埃及盃：2014–15、2015–16
- 埃及超級杯：2016

埃及
- 非洲國家盃亞軍：2017[9]